# 管弦楽のための協奏曲 (三善晃)
管弦楽のための協奏曲（かんげんがくのためのきょうそうきょく、仏：Concerto pour Orchestre）は、三善晃が1964年に作曲した管弦楽曲（管弦楽のための協奏曲）である。

## 作曲の経緯
1964年オリンピック東京大会協賛「芸術展示」としてのNHK委嘱により1964年10月に作曲された。なお、前作のオーケストラとソプラノのための「決闘」と同時並行で作曲された（こちらは1964年6月完成）。この楽曲について三善はスコアの解説の中で「この作品までは、内的な秩序に手がかりを得ていた音の追求を、はじめて、外的存在としての音と内的秩序の接点に求めてみたものです。」と述べている。また、白石美雪との対談では「シェーンベルクの影響を受けた」と話している。

## 初演
1964年10月22日のNHK交響楽団特別演奏会で、東京文化会館にて外山雄三指揮・NHK交響楽団で初演された。なお、当日のプログラムは以下の通り。
- ドヴォルザーク：交響曲第9番「新世界より」
- 三善晃：管弦楽のための協奏曲
- ファリャ：バレエ組曲「三角帽子」より第2部

## 楽器編成
フルート3、オーボエ3（3はコーラングレ持替）、クラリネット3（3は小クラリネット持替）、ファゴット3、ホルン6、トランペット4、トロンボーン3、チューバ1、ティンパニ、チューブラーベル、ゴング、タムタム2、トムトム4、ボンゴ、吊るしシンバル、合わせシンバル、小太鼓、大太鼓、木魚1対、木琴、ヴィブラフォン、グロッケンシュピール、ピアノ、チェレスタ、ハープ、弦楽五部

## 楽曲構成
3楽章構成で、総演奏時間は9分から11分。

### 第1楽章：確保と2つの展開（Presto molto vivo）
3/8＋4/8拍子上で木管・金管・弦それぞれが1つずつ主題を呈示する。その後2つの展開が行われる。

### 第2楽章：複合三部（Lento）
弦楽合奏が主体でその中にほかの楽器が混ざるような管弦楽法となっている。

### 第3楽章：変奏と復帰（Prestissimo）
3連符を主体とする楽想がさまざまに変奏され、その結果として第1・2楽章の主題や和声などの復帰が行われる。

## 楽譜
音楽之友社から出版されている。

## 評価
第13回尾高賞、昭和39年度芸術祭賞を受賞した。